# Izolator Boguchwała
Izolator Boguchwała – polski klub piłkarski z siedzibą w mieście Boguchwała w powiecie rzeszowskim.
W sezonie 2021/2022 występował w IV lidze, grupie podkarpackiej.

## Historia
Klub został założony w 1944 roku przy fabryce porcelany, z którą związany jest do dziś. Formalnie stowarzyszenie Klub Sportowy „Izolator” w Boguchwale został wpisany do rejestru stowarzyszeń 1 października 1946. W drugi dzień Zielonych Świąt 1947 otwarto jako pierwszy na wsi w województwie rzeszowskim stadion Izolatora Boguchwała, zrealizowany staraniem pracowników fabryki porcelany.
W latach 80. i połowie lat 90. występował regularnie w III lidze, w której najwyższe, trzecie miejsce zajął w sezonie 1986/1987. W sezonie 2008/2009 ponownie awansował na boiska 3-ligowe w których zajął 6. miejsce. Sezon 2009/2010 przyniósł Izolatorowi 39 punktów dających 8. miejsce w tabeli końcowej. W trzecim z kolei sezonie 2010/2011 w III lidze Izolator został wicemistrzem ligi z dorobkiem 63 punktów. W sezonie 2011/2012 nowym trenerem został Szymon Szydełko; zastąpił on Grzegorza Opalińskiego, który po 5 latach sprawowania funkcji trenera w Boguchwale został II trenerem Korony Kielce, a następnie współpracował w Leszkiem Ojrzyńskim w Podbeskidziu Bielsko-Biała. Izolator sezon 2011/2012 zakończył na 7. miejscu z dorobkiem 41 punktów. Przed rozpoczęciem rundy jesiennej sezonu 2012/2013 stanowisko trenera objął Jakub Słomski, który drużynę prowadził przez dwa sezony. Jego miejsce objął ponownie Grzegorz Opaliński. W 2014 roku klub świętował 70-lecie istnienia. Po ośmiu sezonach spędzonych w III lidze lubelsko-podkarpackiej Izolator od sezonu 2016/17 występuje w IV lidze podkarpackiej. W sezonie 2016/17 oraz 2017/18 Izolacja rozgrywki dwukrotnie zakończyła jako wicemistrz rozgrywek. Od lipca 2017 trenerem pierwszej drużyny został Tomasz Głąb, który z klubem związany jest od 2007 roku. Zanim objął prace z drużyną seniorów prowadził drużyny młodzieżowe. Największym osiągnięciem trenera był awans z juniorami starszymi do I ligi podkarpackiej juniorów.
W 2019 roku ZKS Izolator Boguchwała obchodził 75. rocznicę powstania klubu.

## Szkoleniowcy
W sezonie 1968/1969 trenerem zespołu był Alojzy Matysiak, a w 2002 Zdzisław Napieracz. Ponadto w klubie pracował Ryszard Kuźma.